# Storm (canción de Victor Crone)
«Storm» es una canción interpretada por el cantante sueco Victor Crone. Esta canción representó a Estonia en el Festival de la Canción de Eurovisión 2019 en Tel Aviv. Junto a Victor, la actriz y cantante estonia  Saara Kadak aparece brevemente en el escenario para acompañarle durante el puente de la canción.
La canción está coescrita por Stig Rästa, quien representó a Estonia en 2015 y fue el autor de la canción que representó al mismo país en 2016, y que además realiza los coros durante las actuaciones en vivo del tema.